# Хансен, Ларс Бо
Ларс Бо Ха́нсен (дат. Lars Bo Hansen; род. 24 сентября 1968, Нюкёбинг) — датский шахматист, гроссмейстер (1990), тренер, шахматный писатель. Чемпион Дании (1993, 1997), в составе сборной — участник Олимпиад (1988, 1990, 1994, 2000, 2006, 2008) и командных чемпионатов Европы (1992, 2005, 2007, 2009).